# آرثر بي شميت
آرثر بي شميت (بالإنجليزية: Arthur P. Schmidt)‏ هو منتج أفلام ومونتير أمريكي، ولد في 21 أغسطس 1912 في نيويورك في الولايات المتحدة، وتوفي في 22 يوليو 1965 في لوس أنجلوس في الولايات المتحدة بسبب مرض.

## وصلات خارجية
- آرثر بي شميت على موقع IMDb (الإنجليزية)
- آرثر بي شميت على موقع ألو سيني (الفرنسية)
- آرثر بي شميت على موقع أول موفي (الإنجليزية)
- آرثر بي شميت على موقع قاعدة بيانات الأفلام السويدية (السويدية)
- آرثر بي شميت على موقع قاعدة بيانات الفيلم (الإنجليزية)
- آرثر بي شميت على موقع كينوبويسك (الروسية)